# بابك (غوغ تبة)
بابك (بالفارسية: بابک) هي قرية تقع في إيران في أردبيل. يقدر عدد سكانها بـ 2,673 نسمة .